# Пенаус
Пенаус (Пеноус, Пеновка) — река в России, протекает в Любимском районе Ярославской области. Устье реки находится в 14 км по левому берегу реки Шарна от её устья. Длина реки составляет 20 км.
Сельские населённые пункты у реки: Железово, Родники, Палагино, Пирогово, Семенково; устье находится напротив деревни Бережки.

## Данные водного реестра
По данным государственного водного реестра России относится к Верхневолжскому бассейновому округу, водохозяйственный участок реки — Кострома от истока до водомерного поста у деревни Исады, речной подбассейн реки — Волга ниже Рыбинского водохранилища до впадения Оки. Речной бассейн реки — (Верхняя) Волга до Куйбышевского водохранилища (без бассейна Оки).
Код объекта в государственном водном реестре — 08010300112110000012922.